# فهرست کشورهای کنار دریای مدیترانه
این فهرست کشورهایی که دریای مدیترانه را احاطه کرده‌اند نشان می‌دهد.

## اروپا

### کشورها
- اسپانیا
- فرانسه
- موناکو
- ایتالیا
- مالت
- کرواسی
- اسلونی
- بوسنی و هرزگوین
- مونته‌نگرو
- آلبانی
- یونان

### منطقه
- جبل الطارق،  بریتانیا
- آکراتاری و داکیلیا، بریتانیا

## اوراسیا

### کشورها
- قبرس
- ترکیه

### منطقه
- جمهوری ترک قبرس شمالی

## آسیا

### کشورها
- سوریه
- فلسطین
- لبنان
- اسرائیل

## آفریقا

### کشورها
- مصر
- لیبی
- تونس
- الجزایر
- مراکش

### منطقه
- ملیلیه،  اسپانیا
- سبته،  اسپانیا